# VXI
VXI 버스 아키텍처는 VME버스를 기본으로 자동화 시험을 위한 개방형 표준형 플랫폼을 말한다. VXI의 약어는 VME eXtensions for Instrumentation 로서 추가적으로 버스 라인을 결정하는데 기계적인 요구조건과 설정과 메시지에 기초한 통신, 다수 섀시 확장 등을 위한 표준 프로토콜 뿐만 아니라 타이밍과 트리거링을 위한 것이다. 2004년에 2eVME extension 규격이 추가되어 최대 160 MB/s 전송 속도를 갖게 되었다.
이 시스템의 가장 기본적으로 구성 블록은 메인 프레임 또는 섀시이다. 여기에는 최대 13개 슬롯으로 다양한 모듈을 끼울 수 있다. 메인 플레임은 또한 모든 전원 요구 사양이 연결하는 랙 또는 장비가 필요로 하는 것을 포함한다. 이 버스 모듈은 전형적으로 6U 높이(유로카드 참조)와 C-Size(보통 B-Size를 갖는 VME버스 모듈과 다름)형태를 갖는다. 어떤 요구조건을 만족하기 위한 시스템 가능한 설정은 요구되는 장비 선정에 의해서이다.
VXI 버스는 VME버스 규격에서부터 발전한 것으로, 1987년에 휴렛 패커드(현재는 에질런트 테크놀로지(Agilent Technologies)), 레이컬 인스트루먼트(Racal Instruments), 콜로라도 데이터 시스템, 웨이브텍 그리고 텍트로닉스가 만들었다. VXI 버스 컨소시엄이 제기하였으며 그들의 스폰서들이 현재는 에질런트 테크놀로지, 버스텍, 내셔널 인스트루먼트]], 레이컬 인스트루먼트, 테라다인, 그리고 VXI 테크놀로지이다. VXI의 중요 시장은 군수와 항공전자 자동화 시험 시스템(Avionics Automatic Test Systems) 분야이다.
VXI 플러그 앤 플레이 얼라이언스는 VXIpnp로 알려져 있는데 표준에 추가적으로 하드웨어와 소프웨어를 규격화한 것으로 VISA(Virtual Instrument Software Architecture)로 유명하다. 응용 소프트웨어가 VXIpnp가 지원되는 장비 드라이버를 지원하여 장비를 조정하는데 랩뷰와 매트랩을 포함한다. VXI버스 컨소시엄은 이 분야의 선두주자로 다음 웹사이트에서 볼 수 있다.

## 같이 보기
- 버스 (컴퓨팅)
- VME버스